# Немања Врањеш
Немања Врањеш (Сански Мост, 11. мај 1988) црногорски је кошаркаш. Игра на позицији бека, а тренутно наступа за Морнар из Бара.

## Успеси

### Клупски
- Будућност:
  - Првенство Црне Горе (2): 2015/16, 2016/17.
  - Куп Црне Горе (1): 2017.
- Морнар Бар:
  - Првенство Црне Горе (1): 2017/18.